# Cadena de los Puys

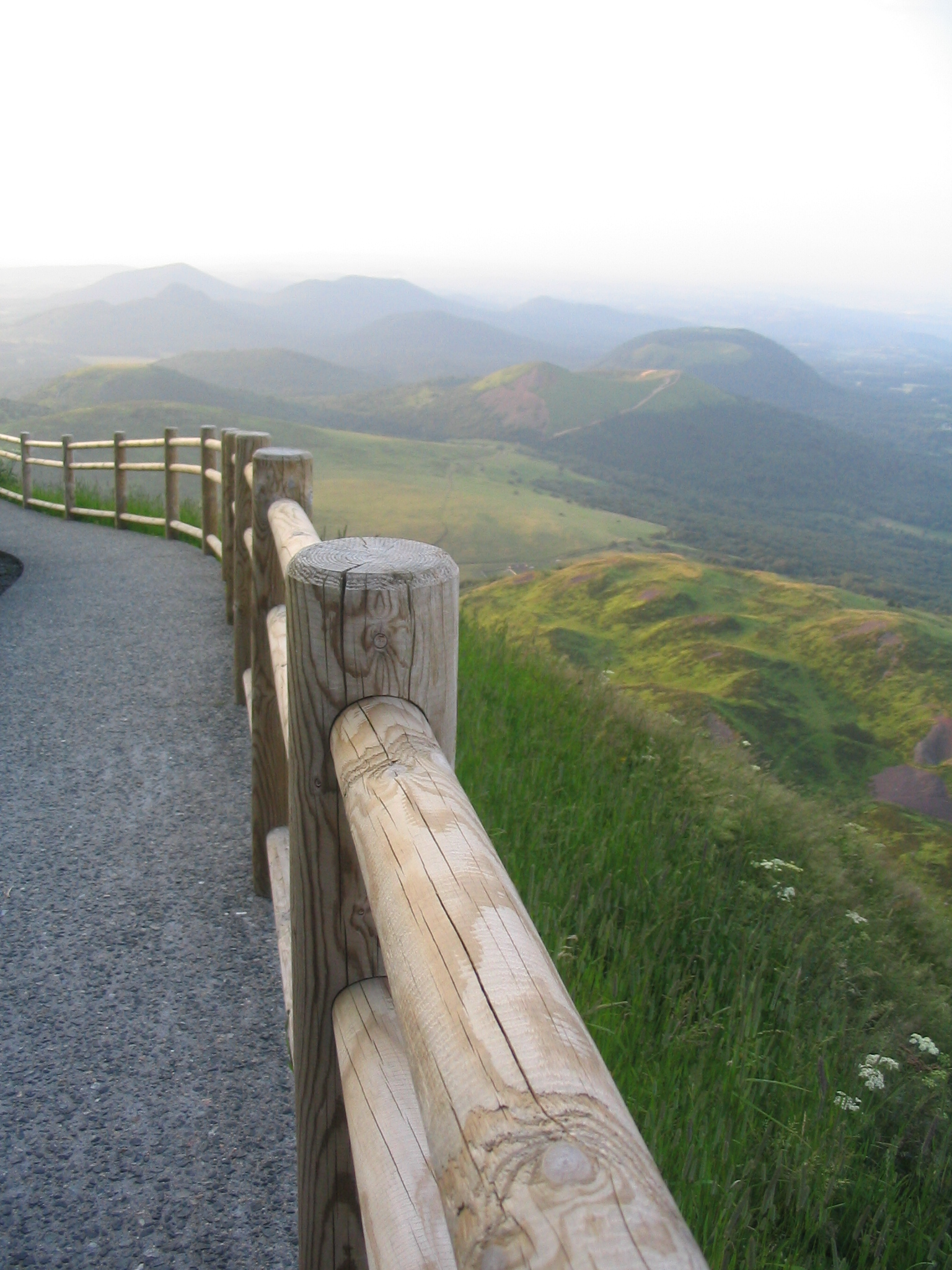
Vista de Chaîne des Puys.

La cadena de los Puys (en francés: Chaîne des Puys), también llamada montes Dôme (monts Dôme), es un conjunto de aproximadamente 80 volcanes de Francia que se extienden a lo largo de 45 km  en la meseta de los Dômes en el norte del Macizo Central, en Francia. Está situada al oeste de Clermont-Ferrand, en el departamento de Puy-de-Dôme en la región de Auvernia-Ródano-Alpes.
Este conjunto forma parte de los volcanes de Auvernia, que a su vez forman parte del parque natural regional de los Volcanes de Auvernia, que puede atravesarse por un sendero de gran recorrido, el GR-4, que va desde el Atlántico hasta el Mediterráneo.
Asociada con la falla de Limagne, la cadena de los Puys fue inscrita el  2 de julio de 2018  en la lista de sitios naturales del Patrimonio de la Humanidad de la Unesco por la 42.ª sesión del Comité del Patrimonio Mundial, en tanto que «importante lugar tectónico».

## Geografía
Orientada norte-sur corre paralela a la falla costera que limita el valle de Limagne al oeste; la cadena comprende un centenar de volcanes llamados puys.
Estos volcanes datan de la era cuaternaria; las primeras erupciones se produjeron hace unos 70.000 años aproximadamente, las más recientes se produjeron hace unos 8.000 años. Algunos de estos volcanes tienen cráteres, otros no.
Se encuentran tres tipos de volcanes:
- el tipo Estrómboli, el más frecuente de la cadena: el cono está formado por la acumulación de las escorias arrojadas (llamadas en la región pouzolane), en la cima se forma el cráter cuando la presión es excesiva: las coladas de lava son emitidas en forma de burbuja. Estas coladas pueden ser muy largas, dependiendo de la fluidez de la lava, algunas forman diques que entorpecen el discurrir de un río dando paso a la formación de lagos como, por ejemplo, el lago Aydat.

- el tipo peleano, se forma por la extrusión progresiva de una lava muy viscosa que se acumula en forma de cúpula. La cúpula puede explotar brutalmente liberando los gases: las fumarolas ardientes que se expanden por el horizonte rápidamente destruyéndolo todo a su paso. Algún cráter no es visible ya que, prácticamente, no hay coladas de lava que son, generalmente, muy viscosas. El Puy-de-Dôme es la cúpula más conocida de este tipo, aunque se encuentran otros, como el Puy Chopine o el Grand-Sarcouy.

- los maar que son unas depresiones en las que se ha formado un lago, son el resultado del hundimiento de una meseta a causa de una erupción freática, como por ejemplo, el gour de Tazenat.

En 1752, Jean-Étienne Guettard (1715-1786) determinó la naturaleza de estos montes con forma de toperas. Tras muchas controversias, Guillaume-Chrétien de Lamoignon de Malesherbes atribuyó, definitivamente, la paternidad de este descubrimiento a Jean-Étienne.
En el centro, dominando a todos sus compañeros, se halla el Puy-de-Dôme, con 1464 m de altitud, elevándose unos 600 metros por encima de la meseta (de unos 800 m de altitud) sobre la que se encuentran todos los demás (los otros no superan los 200 metros de altura). Los otros picos son, de norte a sur:
El lago-cráter de gour de Tazenat, el pico de Montiroir, pico de Chalard, pico de Beaunit, pico de Verrière, pico de Paugnat, pico de la Goulie, pico de Lespinasse, pico de la Nugère, pico de Louchardière, pico de Jumes, los puys des Gouttes y Chopine, puy de Lempteguy, pico de la Coquille, pico de Chaumont, Petit-Sarcouy, el Grand-Sarcouy, pico des Goules, pico de Pariou, Cliersou, pico de Côme, el Grand Suchet , el petit Suchet, petit puy de Dôme, pico Besace, pico Grosmanaux, pico Montchier, pico de Barme, pico de Larchamps, pico Mercœur, los picos de Lassolas y la Vache, pico de Charmont, pico de la Rodde, pico de Monténard...
Un poco más al Este, cerca de Royat se encuentra el pico de Gravenoire, justo al borde la falla.
El Centro Europeo del Volcanismo Vulcania es una iniciativa llevada a cabo en el 2002 por Valéry Giscard d'Estaing, mientras fue presidente de la región de Auvernia. Esta decisión fue muy criticada, especialmente por los ecologistas, debido al lugar escogido: el centro mismo de la cadena de montañas, así como el coste de la fundación. Vulcania atrajo, en 2004, a unos 420.000 visitantes, pero es una cifra ridícula teniendo en cuenta que el déficit neto de la explotación se eleva a 1.707 M€.
Al sudoeste de esta cadena de montañas de volcanes que data de la era cuaternaria, se puede ver, a lo lejos, otro macizo volcánico: la cadena de los Montes Dore y los montes del Cantal que datan de la era terciaria